# Evangelische Kirche (Machtlos)

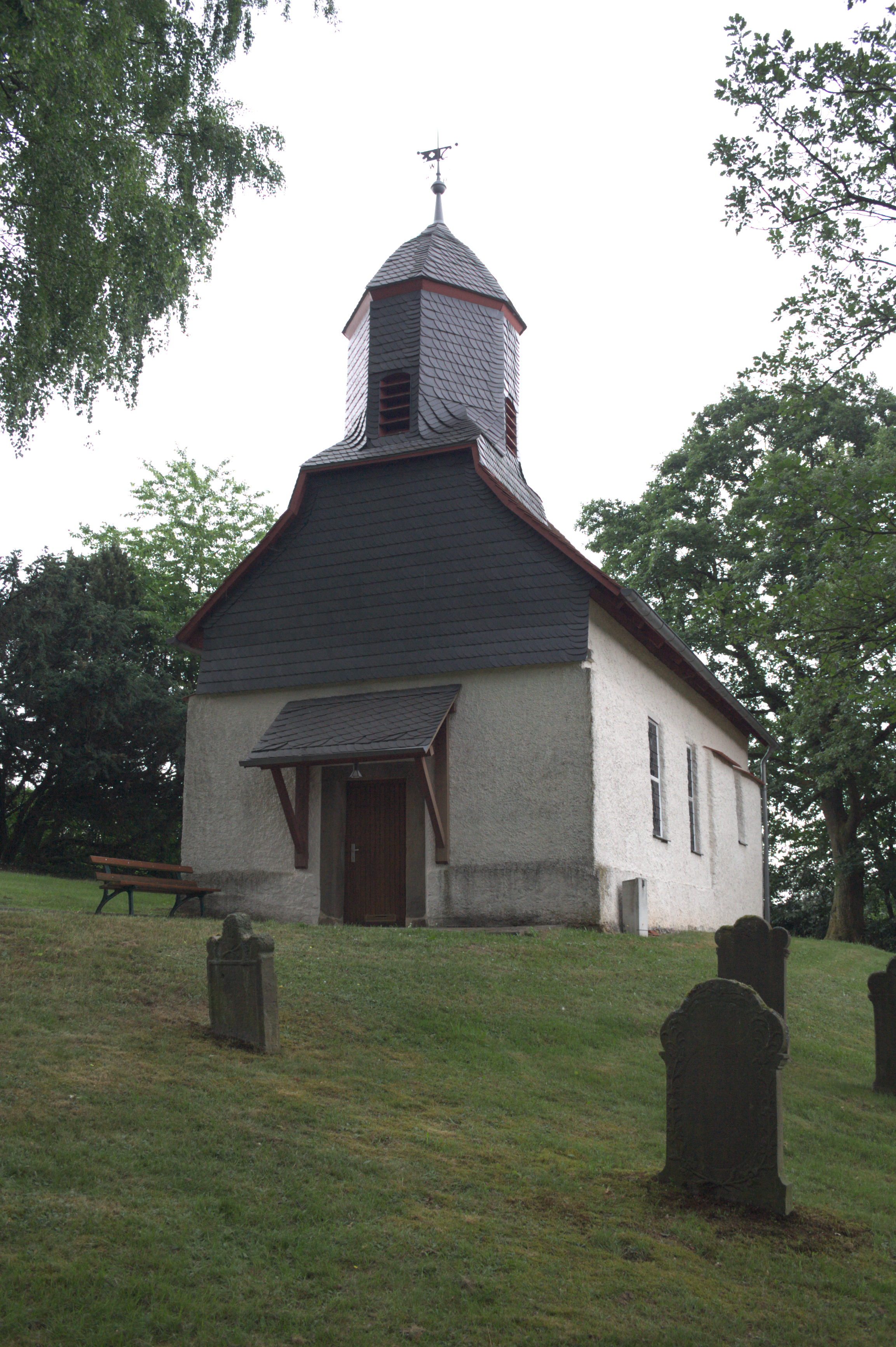
Evangelische Kirche in Machtlos

Die evangelische Kirche Machtlos ist ein denkmalgeschütztes Kirchengebäude in Machtlos, einem Ortsteil von Breitenbach am Herzberg im Landkreis Hersfeld-Rotenburg in Hessen. Die Kirche gehört zum Kirchspiel Oberaula-Breitenbach im Kirchenkreis Schwalm-Eder im Sprengel Hanau-Hersfeld der Evangelischen Kirche von Kurhessen-Waldeck.

## Beschreibung
Die spätmittelalterliche Wehrkirche wurde um 1500 erbaut. Nachdem sie verfallen war, wurde sie erneuert. Nach einem Brand im Jahr 1771 wurde sie von 1772 bis 1780 nach Plänen von Johann Friedrich Jussow wieder aufgebaut. Das Kirchenschiff der Saalkirche ist mit einem Satteldach bedeckt. Aus ihm erhebt sich im Westen ein achteckiger schiefergedeckter Dachreiter.